# Carriacou et Petite Martinique
Carriacou et Petite Martinique est une dépendance de l'État de Grenade.
Son chef-lieu est Hillsborough.
Elle est composée des îles Carriacou, la Petite Martinique, l'île Saline, l'île Frégate et l'île Large.